# Povijesni spomenici stare Nare
Povijesni spomenici stare Nare (japanski: 古都奈良の文化財) je skupina od osam lokaliteta u staroj japanskoj prijestolnici Nari u prefekturi Nara (Honshu). Pet od njih su budistički hramovi, jedan je šintoističko svetište, jedna palača i jedna prašuma. Od njih, 26 građevina ima status nacionalnog blaga, a 53 status spomenika kulture, dok je prašuma i park prirode.
Oni su živa slika života u japanskoj prijestolnici za vrijeme razdoblja Nara (710. – 84.), razdoblja duboke političke i kulturne promjene Japana kada je 74 godine Nara bila političko, gospodarsko i kulturno središte Japana. Zbog toga su spomenici stare Nare 1998. god. upisani na UNESCO-ov popis mjesta svjetske baštine u Aziji.

## Popis lokaliteta
| Slika                       | Ime                                                   | Vrsta                          | Lokacija                     | Koordinate                                                | Odlike |
| --------------------------- | ----------------------------------------------------- | ------------------------------ | ---------------------------- | --------------------------------------------------------- | --- |
| Daibutsuden hrama Todai-ji  | Hram Todai (japanski: 東大寺, Todai-ji)               | Budistički hram prakse Kegon   | Zōshichō, Suimonchō          | 34°41′21″N 135°50′23″E / 34.68917°N 135.83972°E           | Hram Todai se sastoji od skupine građevina. Dvorana velikog Bude (Kondô) je monumentalna sedmerokatna građevina, najveća drvena građevina na svijetu, u kojoj se nalazi 15 m velika brončana skulptura Vairocana Bude (Todaiji Daibucu). |
| Kōfuku-ji                   | Hram Kofuku (興福寺, Kōfuku-ji)                       | Budistički hram prakse Hossō   | Noboriōjichō, Takabatakechō  | 34°41′N 135°50′E / 34.683°N 135.833°E                     | Hram Kofuku je izvorno izgrađen u Fujiwari, ali je demontiran i prenesen u Naru kad se preselila i prijestolnica 710. godine. |
| Kasuga-taisha               | Veliki hram Kasuga (春日大社, Kasuga-taisha)          | Šintoističko svetište          | Kasuganochō                  | 34°40′53″N 135°50′54″E / 34.68139°N 135.84833°E           | Veliki hram Kasuga je prema legendi osnovan 768. godine, no vjeruje se kako mu korijeni sežu na sam početak razdoblja Nara. Smješten je u podnožju dvije svete planine: Kasugayama i Mikasayama. Njegove građevine su zbog propadanja i razaranja obnovljene mnogo puta, ali prema starim nacrtima. Prema tradiciji sve su građevine kompleksa pokrivene pločama od kore čempresa, kako bi se uklopile u prirodni okoliš. |
| Gangō-ji                    | Hram Gango (元興寺 極楽坊, Gangō-ji Gokurakubō)       | Budistički hram prakse Shingon | Chūinchō, Nakanochinyachō    | 34°40′41″N 135°49′52″E / 34.67806°N 135.83111°E           | Hram Gango, izvorno poznat kao Asuka-dera iz 6. st., je najstariji budistički hram u Japanu kojeg je izgradio monah Soga-no-Umako. Prenesen je iz Asuke 718. godine, a njegov veliki dio je izgorio u požaru 1451. godine. |
| Yakushi-ji                  | Hram Yakushi (薬師寺, Yakushi-ji)                     | Budistički hram prakse Hossō   | Nishinokyōchō                | 34°40′6.08″N 135°47′3.52″E / 34.6683556°N 135.7843111°E   | Hram Yakushi je jedan od najvažnijih carskih budističkih hramova. On je stožer japanskog Hosso budizma, a nazvan je po božanstvu Yakushi Nyorai ("Medicinski Buda") koji je iz Kine došao 680. godine i prvi je bodisatva koji je stigao u Japan. Izvorni hram je bio izgrađen u Fujiwari u razdoblju Asuci (oko 698.), a premješten je u Naru 718. godine. Od izvorne građevine opstao je samo istočni toranj (東塔, Tō-tō), koji se smatra najskladnijom pagodom u Japanu. |
| Tōshōdai-ji                 | Hram Toshodai (唐招提寺, Tōshōdai-ji)                 | Budistički hram prakse Ritsu   | Gojōchō, Amagatsujiminamichō | 34°40′32.11″N 135°47′5.40″E / 34.6755861°N 135.7848333°E  | Izvorni hram Toshodai je izgradio monah Jian Zhen (Ganjin) 759. godine za svoje budističke učenike. Neobičan je po tome što je jako malo stradao u požarima i drugim katastrofama. Njegova glavna dvorana (Kondô), kao jedini primjer neobnovljene građevine iz razdoblja Nara, je jako važna za proučavanje izvorne japanske hramske arhitekture; dok je učionica (Kôdô), koja je izvorno bila državni sabor, jedina prežvjela građevina palače iz razdoblja Nara. Ostale znamenite zgrade Toshodaija su: arhiv sutri (Korô) i dva arhiva u stilu kuće od trupaca, Hôzô i Kyôzô. |
| Heijō-kyū                   | Carska palača u Nari (平城宮, Heijō-kyū)              | Carska palača                  | Sakichō, Hokkejichō          | 34°41′28″N 135°47′44″E / 34.69111°N 135.79556°E           | Palača se nalazila na sjevernom kraju središnje avenije u Nari i zauzimala je povrešinu od 120 hektara. U njoj se nalaze upravne zgrade gdje su se održavale političke i vjerske ceremonije, te Carska dvorana za prijeme (Daigokuden) i državne dvorane (Chôdô-in), ali i carska rezidencija (Dairi), zajedno s različitim upravnim i drugim sklopovima (radionice, trgovine, štale i dr.). |
| Prašuma Kasugayamagenseirin | Prašuma Kasugayama (春日山原始林 Kasugayamagenshirin) | prašuma                        | Kasuganochō, Zōshichō        | 34°40′59.75″N 135°51′39.33″E / 34.6832639°N 135.8609250°E | Prašuma Kasugayama je prirodni okoliš i integralni element šintoističkih svetišta Nare, a osobito svetišta Kasuga-Taisha koje je uronjeno u ovu svetu šumu. Osim pješačkih staza za hodočasnike, šuma je sačuvana od bilo kakve ljudske intervencije. |

## Vanjske poveznice
- Video na službenim stranicama UNESCO-a (engl.)
- Ocjena lokaliteta ICONOS-a na stranicama UNESCO-a (engl.) (PDF)
- Galerija fotografija  Arhivirana inačica izvorne stranice od 8. studenoga 2011. (Wayback Machine)
- Soramitsu  Arhivirana inačica izvorne stranice od 11. listopada 2011. (Wayback Machine), zemljopis i povijest Nare (engl.)